# Euliini
Tribu
Les Euliini sont une tribu de lépidoptères (papillons) de la sous-famille des Tortricinae (famille des Tortricidae).
Cette tribu se compose de plus de 650 espèces pour beaucoup décrites récemment.

## Distribution
La grande majorité (environ 98 %) des genres se trouve dans l'écozone néotropique.

## Genres rencontrés en Europe
- Eulia Hübner, 1825
- Pseudargyrotoza Obraztsov, 1954

## Liste des genres
Selon BioLib (26 février 2024) :
- Achillas Torre-Bueno, 1914
- Abancaya Razowski, 1997
- Accuminulia Brown, 2000
- Acmanthina Brown, 2000
- Acroplectis Meyrick, 1927
- Albadea Razowski & Becker, 2002
- Anopina Obraztsov, 1962
- Anopinella Powell, 1986
- Apolychrosis Amsel, 1962
- Apotomops Powell & Obraztsov, 1986
- Argentulia Brown, 1998
- Atepa Meyrick, 1881
- Atrocenta Razowski & Wojtusiak, 2009
- Ayazua Razowski & Becker, 2011
- Badiaria Razowski & Wojtusiak, 2006
- Belemclepsis Razowski & Becker, 2000
- Bicavernaria Razowski, 1988
- Bidorpitia J.W. Brown, 1991
- Bolbia Razowski & Pelz, 2003
- Bonagota Razowski, 1986
- Brazeulia Razowski & Becker, 2000
- Brusqeulia Razowski & Becker, 2000
- Chamelania Razowski, 2001
- Chapoania Razowski, 1999
- Characovalva Razowski & Becker, 2000
- Chicotortrix Razowski, 1987
- Chileulia Powell, 1986
- Chilips Razowski, 1988
- Chinchipena Razowski, 1999
- Chrysoxena Meyrick, 1912
- Cincorunia Razowski & Becker, 2002
- Circapina Brown, 2003
- Clarkenia Razowski, 1988
- Clarkeulia Razowski, 1982
- Colosyta Razowski, 1997
- Corneulia Razowski & Becker, 1999
- Coryssovalva Razowski, 1987
- Crocotania Razowski & Becker, 2003
- Cuproxena Powell & Brown in Brown & Powell, 1991
- Cylichneulia Razowski, 1994
- Deltinea Pastrana, 1961
- Deltobathra Meyrick, 1923
- Dimorphopalpa J.W. Brown, 1999
- Ditrifa Razowski & Wojtusiak, 2006
- Dogolion Razowski & Pelz, 2003
- Dorithia Powell, 1964
- Durangularia Brown, 2016
- Ecnomiomorpha Obraztsov, 1959
- Eliachna Razowski, 1999
- Eriotortrix Razowski, 1988
- Eristparcula Razowski & Becker, 2001
- Ernocornutia Razowski, 1988
- Ernocornutina Razowski, 1988
- Eubetia Brown, 1999
- Eulia Hübner, 1825
- Eupinivora Brown, 2013
- Euryeulia Brown, 2003
- Ewunia Razowski & Becker, 2002
- Exoletuncus Razowski, 1988
- Furcinetechma Razowski & Wojtusiak, 2008
- Galomecalpa Razowski, 1990
- Gauruncus Razowski, 1988
- Gielisia Razowski & Pelz, 2015
- Glomecalpa
- Gnatheulia Razowski, 1997
- Gnathocolumna Razowski & Wojtusiak, 2010
- Gorytvesica Razowski, 1997
- Gravitcornutia Razowski & Becker, 2001
- Guarandita Razowski & Wojtusiak, 2008
- Haemateulia Razowski, 1999
- Harposcleritia Razowski, 1990
- Hasteulia Razowski, 1999
- Helicteulia Razowski, 1988
- Hynhamia Razowski, 1987
- Hypenolobosa Razowski, 1992
- Hyptiharpa Razowski, 1992
- Ibateguara Razowski & Becker, 2011
- Icteralaria Razowski, 1992
- Imelcana Razowski & Wojtusiak, 2006
- Inape Razowski, 1988
- Intritenda Razowski & Wojtusiak, 2008
- Joaquima Razowski & Becker, 1999
- Lanacerta Razowski & Becker, 2002
- Limeulia Razowski & Becker, 2000
- Liobba Razowski & Becker, 2000
- Lobogenesis Razowski, 1990
- Lydontopa Razowski & Pelz, 2003
- Marcelina Razowski & Becker, 2000
- Meridagena Razowski & Wojtusiak, 2006
- Meridulia Razowski & Wojtusiak, 2006
- Mexiculia Razowski & Brown, 2004
- Meyathorybia Razowski, 2003
- Moneulia Razowski & Becker, 2002
- Monimosocia Razowski, 1990
- Monochamia Razowski, 1997
- Moronanita Razowski & Wojtusiak, 2006
- Moronata Razowski & Pelz, 2003
- Mosaiculia Razowski & Wojtusiak, 2009
- Neoeulia Powell, 1986
- Neomarkia Razowski, 2001
- Nesochoris Clarke, 1965
- Netechma Razowski, 1992
- Netechmina Razowski & Becker, 2001
- Netechmodes Razowski & Pelz, 2003
- Nunimeus Razowski & Becker, 2001
- Odonthalitus Razowski, 1990
- Oregocerata Razowski, 1988
- Orthocomotis Dognin, 1905
- Ortognathosia Razowski, 1988
- Oryguncus Razowski, 1988
- Ozotuncus Razowski, 1997
- Palusita Razowski & Becker, 2000
- Paracomotis Razowski, 1982
- Paramonochamia Razowski & Becker, 2000
- Paramulia Razowski & Wojtusiak, 2006
- Paraneulia Razowski & Becker, 1999
- Paraptila Meyrick, 1912
- Paratepa Razowski & Becker, 2001
- Parexoletuncus Razowski, 1997
- Pastazania Razowski & Pelz, 2015
- Pelzia Razowski & Wojtusiak, 2008
- Pinhaisania Razowski & Becker, 2000
- Placabis Razowski & Becker, 2000
- Popayanita Razowski, 1987
- Proathorybia Razowski, 1999
- Proeulia Clarke, 1962
- Psedaleulia Razowski, 1997
- Pseudapina Brown, 2003
- Pseudomeritastis Obraztsov, 1966
- Psiathovalva Razowski, 1994
- Ptoseulia Razowski, 1990
- Ptychocroca Brown & Razowski, 2003
- Ptyongnathosia Razowski, 1988
- Punctapinella J.W. Brown, 1991
- Pycnocornuta Razowski, 1997
- Quasieulia Powell, 1986
- Ramaperta Razowski & Becker, 2000
- Ranapa Razowski & Becker, 2000
- Razowskina Kemal & Koçak, 2005
- Rebinea Razowski, 1986
- Recintona Razowski, 1999
- Rhythmologa Meyrick, 1926
- Romanaria Razowski & Wojtusiak, 2006
- Rubroxena Razowski & Pelz, 2007
- Runtunia Razowski & Wojtusiak, 2008
- Saetosacculina Razowski, 1990
- Sagittranstilla Razowski & Becker, 1999
- Saopaulista Razowski & Becker, 2000
- Searenia Razowski & Becker, 2000
- Seticosta Razowski, 1986
- Silenis Razowski, 1987
- Simanica Razowski, 1997
- Sinxema Razowski & Becker, 2003
- Strophotina Brown, 1998
- Subrebinea Razowski & Becker, 2000
- Subterinebrica Razowski & Becker, 2002
- Subtranstillaspis Razowski, 1990
- Tapinodoxa Meyrick, 1931
- Telurips Razowski, 1988
- Terinebrica Razowski, 1987
- Thalleulia Razowski, 2004
- Thoridia Brown, 1991
- Toreulia Razowski & Becker, 2000
- Tossea Razowski & Wojtusiak, 2008
- Transtillaspis Razowski, 1987
- Tylopeza Razowski, 1995
- Uelia Razowski, 1982
- Ulvipinara Razowski & Pelz, 2007
- Uncicida Razowski, 1988
- Varifula Razowski, 1995
- Villarica Razowski & Pelz, 2010
- Vulpoxena Brown, 1991
- Xapamopa Razowski & Wojtusiak, 2010
- Xoser Razowski & Pelz, 2003
- Yanachagana Razowski & Wojtusiak, 2010
- Zenenata Razowski & Wojtusiak, 2008